# 奥卢斯·希尔提乌斯
奥卢斯·希尔提乌斯（英語：Aulus Hirtius），（前90年—前43年）是公元前43年间的罗马执政官，也是古罗马作家之一。他在任职执政官期间率军和马克·安东尼作战，最后在摩德纳战役之中战死。

## 生平
希尔提乌斯在公元前58年左右成为尤利乌斯·凯撒在高卢作战时期的副将，并在前50年出使庞培。据称希尔提乌斯在前49年1月10日凯撒橫渡盧比孔河的前夜曾与凯撒，撒路斯提乌斯，巴尔布斯等名人共同用餐。
凯撒内战期间希尔提乌斯在西班牙就职；前48年他有可能出任了護民官一职；前47年他在安条克活动。前46年希尔提乌斯出任羅馬民選官，而前45年他则成为了山外高卢的总督。
凯撒在公元前44年3月遇刺之后，希尔提乌斯积极在不同的政治派系之间周旋。前43年，希尔提乌斯和潘萨仗着凯撒生前对他们的提名出任罗马执政官。
虽然希尔提乌斯最初是马克·安东尼的支持者，但在旧友西塞罗的游说下他最后倒向了了羅馬元老院一方。因此当安东尼率军包围摩德納时希尔提乌斯率军前往解围。在潘萨和未来的罗马帝国皇帝屋大维配合下，希尔提乌斯击退了安东尼，但他自己也在4月25日或者27日的战斗中不幸战死。
几天后潘萨也伤重不治。罗马人将他们双双礼葬。
希尔提乌斯是凯撒《高卢战记》第八卷的作者，也有可能是《亚历山大里亚战争记》的作者。古人甚至认为希尔提乌斯身兼《阿菲利加战争记》和《西班牙战争记》，但后人通常认为希尔提乌斯只担任了编辑工作。经编撰后，希尔提乌斯和西塞罗之间的书信集共有九卷之多，但无一传世。
苏埃托尼乌斯在罗马十二帝王传中引述安东尼之兄弟卢基乌斯·安东尼，称奥古斯都为了3000塞斯特蒂乌斯的报酬和希尔提乌斯发生了关系。若指控属实，这段同性关系就会是在公元前46年，当凯撒将屋大维带到希尔提乌斯供职所在的西班牙时发生的。当然，这指控有可能是安东尼为了抹黑政敌而捏造的。在罗马共和国时期，将政敌塑造成同性关系中的服从者的形象是常见的政治攻击手段，所以希尔提乌斯究竟有没有和屋大维发生同性关系始终不得而知。